# سنجد تلخ (سرده)
سنجد تلخ (نام علمی: Hippophae) نام یک سرده از تیره سنجدیان است. آنها بوته‌های برگریز هستند. آنها گیاهان فوق‌العاده مقاومی هستند که می‌توانند دمای زمستانی تا ۴۳- درجه سانتیگراد را تحمل کنند. از آنجایی که گونه‌های سنجد تلخ سیستم ریشه‌ای تهاجمی و گسترده ایجاد می‌کنند، برای جلوگیری از فرسایش خاک کاشته می‌شوند و در احیای زمین به دلیل خواص تثبیت نیتروژن، زیستگاه حیات وحش و غنی‌سازی خاک استفاده می‌شوند. توت‌ها و برگ‌های سنجد تلخ در مواد غذایی مختلف انسان و حیوان و محصولات مراقبت از پوست تولید می‌شوند.
گلهای نر و ماده در دو پایه جدا نمایان می‌شوند.